# Первая Безымянная башня
Перва́я Безымя́нная ба́шня (также Порохова́я) — глухая башня южной стены Московского Кремля, расположенной вдоль Москвы-реки. Была построена в 1480-х годах, несколько раз разрушалась и вновь восстанавливалась. Башня находится между Второй Безымянной и Тайницкой башнями и имеет высоту 34,2 метра.

## Происхождение названия
Названия кремлёвских башен не раз менялись в зависимости от функций и окружающего их ансамбля. Башни, именуемые Безымянными, располагались на краю подола и, возможно, из-за этого не получили характерных названий. Также в Первой Безымянной башне находились пороховые склады, поэтому её также называли Пороховой.

## История

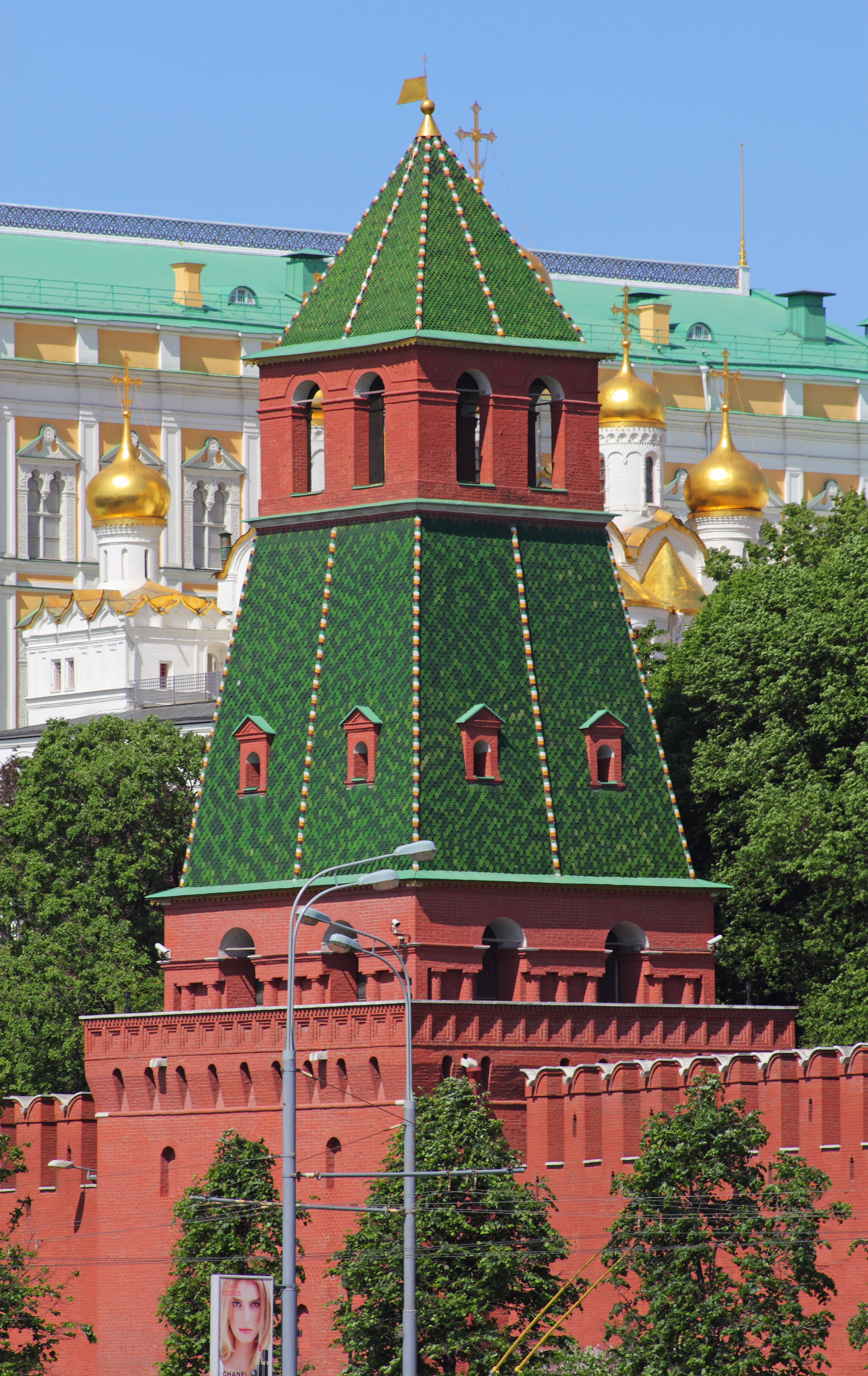
Первая Безымянная башня, 2012 год

### Строительство
В письменных источниках сохранились данные о проездных и угловых кремлёвских башнях, но точные даты строительства промежуточных глухих сооружений не известны. Исследователи предполагают, что Первую Безымянную башню возвели вместе с другими укреплениями южной стены в 1480-х годах.
Изначально башня имела простые архитектурные формы и выполняла исключительно оборонительные функции. Верхняя часть стрельницы была укреплена зубцами в виде ласточкиных хвостов — мерлонами. Как и крепостные стены, башню покрывала деревянная скатная крыша. Известно, что во время пожара 1493 года на стенах вновь построенного по приказу Ивана III кирпичного Кремля «градная кровля вся обгорела». Более подробных данных об устройстве кровель кремлёвских сооружений летописные источники не содержат. Однако учёные предполагают, что они были устроены сразу после окончания кладки, чтобы не подвергать деревянные мосты и перекрытия пагубному воздействию атмосферных осадков.
Согласно Годуновскому плану Москвы, все кремлёвские башни могли быть связаны между собой внутристенными ходами. На карте эти ходы заметны по бойницам, расположенным по всей длине кремлёвской стены. Из-за того, что Первая Безымянная башня несколько раз разрушалась, ход внутри неё восстановлен не был.

### Восстановление
В период правления Ивана Грозного в Москве произошёл сильный пожар. Огонь, возникший в одной из церквей Арбата, быстро захватил деревянные московские постройки и вскоре распространился на Кремль. В летописях говорится: «И бысть буря велика и потече огонь». Во время пожара с трудом удалось спасти митрополита Макария, смирявшего огонь молитвой. Святителя вывели потайным ходом к Москва-реке.
В огне оказались пороховые склады Первой Безымянной башни — она взорвалась, засыпав берега кирпичом:
«У реки у Москвы стрельницы загорешася зелие пушечное, и от того розорва стрельницу и размета кирпичье по брегу реки Москвы и в реку».
Башню восстанавливали и модернизировали в период с 1620 по 1680 год. На основном четверике башни надстроили новый шатровый ярус, оборудованный машикулями, которые к концу столетия заложили изнутри за ненадобностью. До XVII века завершением стрельницы служил низкий деревянный шатёр с флюгером, несколько раз горевший во время пожаров. При перестройке его заменили на кирпичный парапет с ширинками, типичный для современного облика всех кремлёвских башен. Новое завершение башни также было низким и не мешало обзору ансамбля Кремля с южной стороны. Бау-адъютант Большого Кремлёвского дворца Михаил Фабрициус при описании южных приречных башен отмечал их сходство с деревянным шатровым зодчеством: «Шатрообразное покрытие, окна, расположенные в разбивку, эти выступы с обходом вокруг верхушек — разве это не есть формы, присущие сооружению из дерева?» В основании башни были устроены проездные ворота, позже заложенные кирпичом.
На протяжении XVII века башня находилась в хорошем состоянии и имела лишь незначительные повреждения. В описи 1646 года указывается, что «в глухой башне в двух местах над дверьми разселось. В той башне в дверях выломано кирпичу четверть сажени [0,53 м]». В описи 1667 года Первая Безымянная названа третьей глухой башней, в которой «в дверях свод разселся и кирпичи висят. Оба свода в ней крепки, а дверей нет. Из неё выход, и в дверях свод разселся до кровли, два кирпича выпали. А кровля на ней есть».
В разгар Северной войны, опасаясь нападения шведских войск на Москву, Пётр I приказал укрепить и подготовить кремлёвские башни к обороне. В 1707—1709 годах с южной стороны возвели двойной земляной вал для охраны подступов к москворецким башням. В письме царевича Алексея Петру I говорилось: «По Москва-реке, между Тайницких и Москворецких ворот, оставливают бревнами и насыпают землею и делают бруствер». Кроме того, на башнях были установлены пушки и заново пробиты бойницы. После победы в Полтавской битве укреплённые башни стали использоваться в торжественных мероприятиях. В 1713 году столицу перенесли в Санкт-Петербург, а угроза нападения войск Карла XII на Москву миновала. Кремлёвские крепостные сооружения перестали играть важную роль, а воздвигнутые укрепления оказались заброшенными до 1795 года.

### Снос и отстройка
Ко второй половине XVIII века крепостные укрепления южной москворецкой стены обветшали. В это же время старый Кремлёвский дворец, по мнению императрицы Екатерины II, перестал соответствовать статусу имперского. В 1768 году архитектор Василий Баженов разработал проект нового дворца, строительство которого предполагало разрушение ряда исторической застройки Кремля. Согласно сохранившимся документам, Первую Безымянную башня с прилегающей стеной разобрали в 1771 году. Фундамент построек был сохранён на уровне земли.
Торжественная закладка Большого Кремлёвского дворца состоялась в июне 1773 года, однако уже через несколько лет строительство было остановлено по приказу императрицы. В течение 1776—1783 годов разрушенные исторические объекты были восстановлены в прежнем виде под руководством архитектора К. И. Бланка.

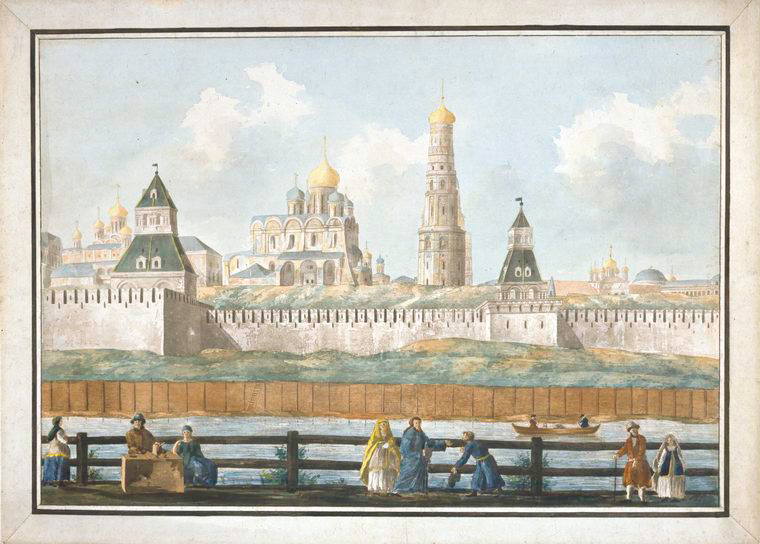
1-я Безымянная башня (справа) на картине конца XVIII века Кампорези

В 1783 году Первая Безымянная башня с прилегающей к ней стеной была отстроена заново на другом месте, ближе к Тайницкой башне. По данным описи 1701 года прясло стены от Первой Безымянной составляло 41 сажень (87,5 метра), а между ней и Второй Безымянной — 24 сажени (51,20 метра). По более поздним измерениям, от Тайницкой Первая Безымянная башня «отстоит на 25 сажень, а от Второй Безымянной на 36 сажень». На новой версии башни отсутствовали боевые устройства.
Петровские фортификационные сооружения, сохранившиеся с начала XVIII века, в ходе реконструкции восстановлены не были. Укреплявшие берег Москвы-реки деревянные срубы обветшали и после наводнения 1786 года окончательно разрушились. В 1798—1804 годах срубы были заменены каменной облицовкой. Около реки снесли ветхие постройки, убрали мусор и навоз. По проекту Матвея Казакова вдоль берегов была организована набережная и устроен сквозной проезд.
В начале XIX века Кремль перешёл под контроль главного начальника Дворцового ведомства Петра Валуева. По его свидетельству, Кремль в то время находился в ветхом, запущенном состоянии и внутри «была нечистота великая». При Валуеве были полностью срыты Петровские бастионы, а в 1802-м начался масштабный ремонт обветшавших стен и башен Кремля. В 1805—1807 годах прошла реставрация Первой Безымянной башни: шатёр покрыли новой черепицей, обновили флюгер и белокаменные украшения, пол площадки был выстелен новой лещадью. По утверждению историков, после ремонта башня находилась в отличном состоянии.

### Разрушение при Наполеоне и новая реконструкция

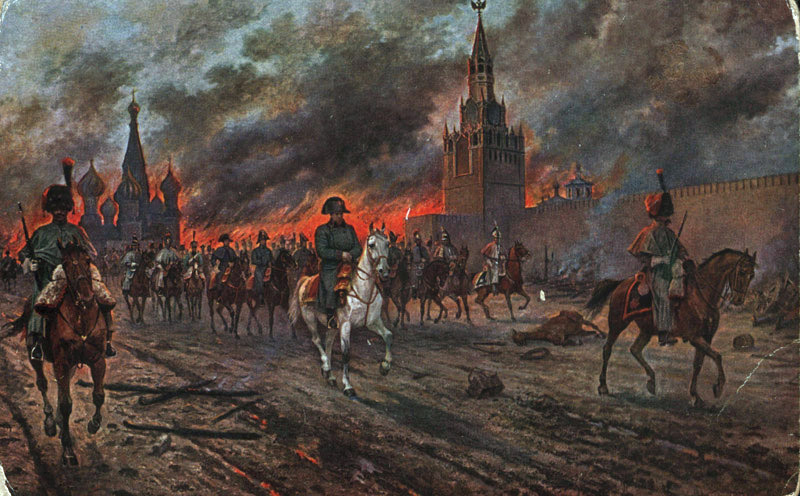
Наполеон покидает горящую Москву, картина Виктора Мазуровского, XIX век

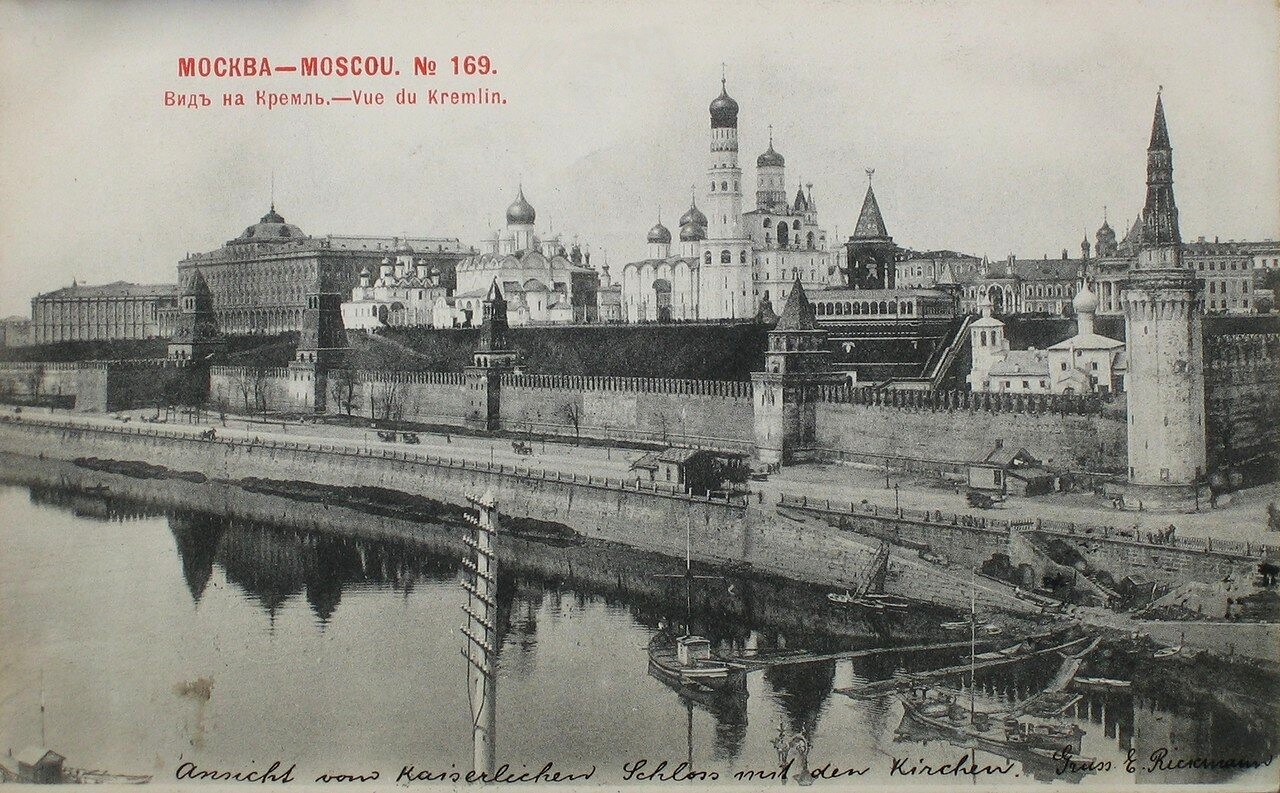
Вид на Кремль и обе Безымянные башни. Около 1900 г.

Во время оккупации Москвы французскими войсками в 1812 году многие кремлёвские постройки пострадали. Покидая столицу, Наполеон отдал приказ заминировать Кремль, в результате чего Первая Безымянная башня была взорвана до основания. Таким образом, с момента строительства стрельница была разрушена в третий раз.
На протяжении трёх послевоенных лет кремлёвские постройки оставались разрушенными из-за отсутствия средств. Рассматривалась также возможность разобрать стену Китай-города для восстановления Кремля, однако вскоре предложение было отвергнуто. В 1815 году заведующий Кремлёвской экспедицией князь Николай Юсупов отдал приказ о застройке двух стенных проломов со стороны Москвы-реки. Реставрационными работами занималась Комиссия о строении Москвы под руководством архитектора Осипа Бове, изготовившего планы и проекты оборонительных сооружений. Возведение новой Первой Безымянной башни выполнил другой архитектор — Иван Еготов.
Башня была полностью восстановлена спустя 19 лет со значительным изменением прежних форм. Историк Лев Колодный предполагал, что новая башня была отодвинута ближе к Тайницкой не при предыдущей, а при этой перестройке.
Прилегающая к башне территория в 1816—1835 годах была благоустроена. При окончательном сносе Петровских бастионов в 1819-м оставшуюся землю использовали для набережной. На ней также высадили два ряда деревьев.
В 1866—1867 годах была проведена последняя в XIX веке масштабная реконструкция кремлёвских крепостных укреплений под руководством дворцовых архитекторов Николая Шохина, Фёдора Рихтера, Петра Герасимова и других. В результате проведённой Герасимовым реставрации был переложен белокаменный цоколь башни, отремонтированы отдельные архитектурные детали, включая бойницы нижнего четверика.
В ходе ремонта планировалось заменить колонны второго четверика на традиционные древнерусские столбы, которые были бы оплетены жгутами. В 1882-м под руководством архитектора Н. П. Петрова у постройки был отреставрирован белокаменный цоколь и сделан ремонт обвалившейся кирпичной кладки. Однако при реставрации не было сделано точных архитектурных обмеров и археологических исследований.
Наряду с другими кремлёвскими постройками, Первую Безымянную башню нередко украшали при проведении коронационных торжеств. Весь периметр кремлёвских стен и башен декорировали разноцветными шкаликами, фонарями и бенгальскими огнями. На башне устанавливали специальные электрические «солнца» — прожектора мощностью в 500—1000 свечей. Свет от иллюминации отражался от вод Москвы-реки и производил большое впечатление на собравшихся современников.

### Советское время

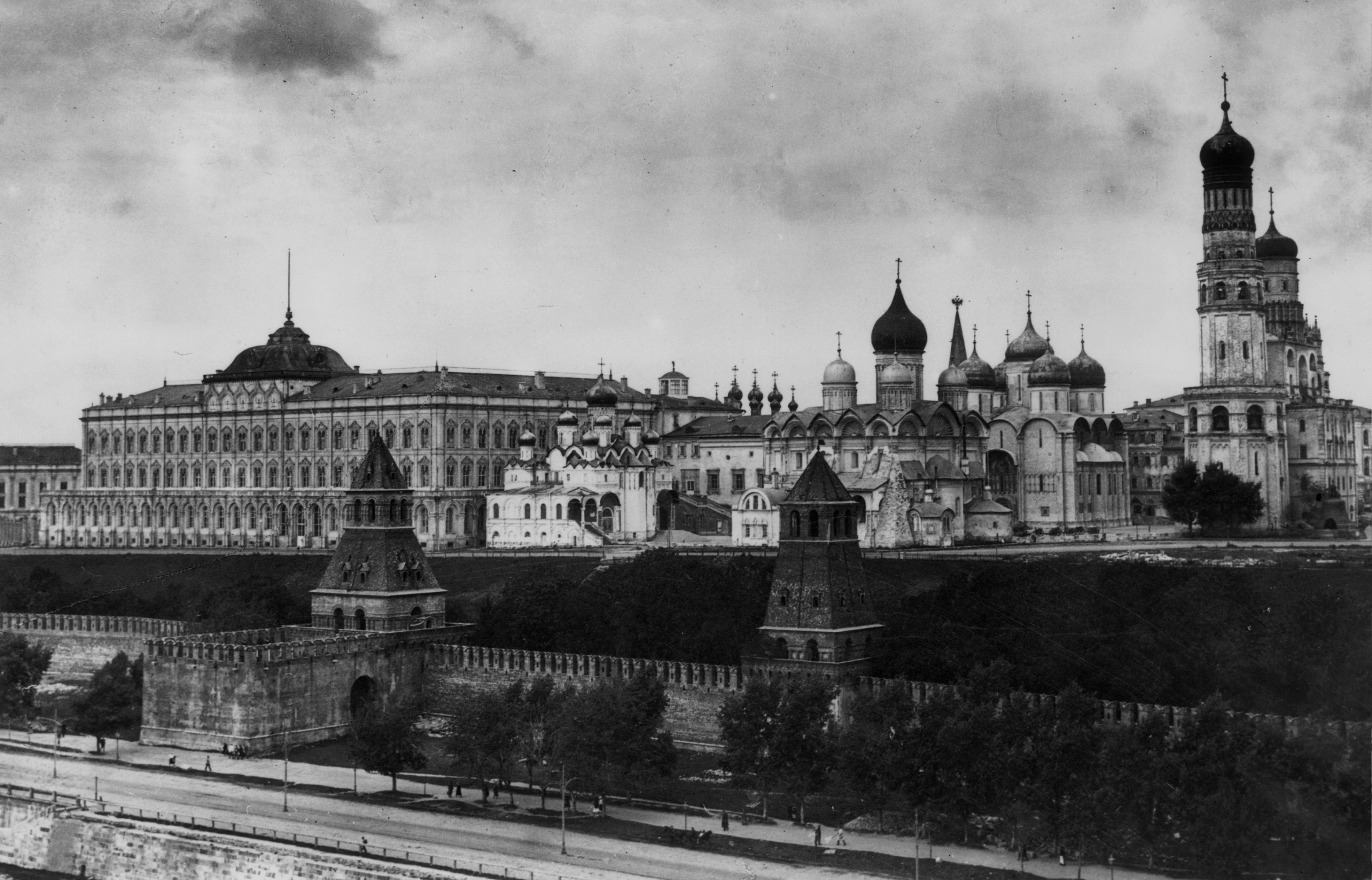
Вид на 1-ю Безымянную башню, нач. 1920-х гг.

В начале XX века кремлёвские башни вновь пришли в ветхое состояние. В 1902 году была собрана Комиссия по реставрации Московского Кремля, которой руководил архитектор Павел Жуковский. По решению царской Комиссии, каждый год должна была реставрироваться одна из башен, однако успели отреставрировать только Спасскую. В дни революционных событий в Москве в октябре—ноябре 1917 года кремлёвские укрепления существенно пострадали. Большевики обстреливали стены и башни вдоль набережной Москвы-реки, в результате чего снаряд пробил угол нижнего четверика Первой Безымянной башни. А вот во время Великой Отечественной войны башня не получила серьёзных повреждений.
В 1973—1981 годах прошла масштабная реконструкция Московского Кремля по проекту архитекторов А. В. Воробьева и А. И. Хамцова.
У Первой Безымянной башни обновили белокаменный декор, утраченные и ветхие детали которого были заменены копиями по сохранившимся образцам.

### Современность
В 2016 на Кремлёвской набережной также произошли изменения. В парковой зоне вдоль южной стены Кремля были поставлены исторические фонари с энергоэффективными светодиодными лампами, облик которых воссоздавался по чертежам музея «Огни Москвы».
В августе 2017 года комендант Московского Кремля Сергей Хлебников сообщил о вновь готовящейся реставрации — крепостные стены и башни должны привести в порядок к 2020 году. Особое внимание запланировано уделить ремонту водостоков, гидроизоляции, облицовке стен.

## Особенности архитектуры

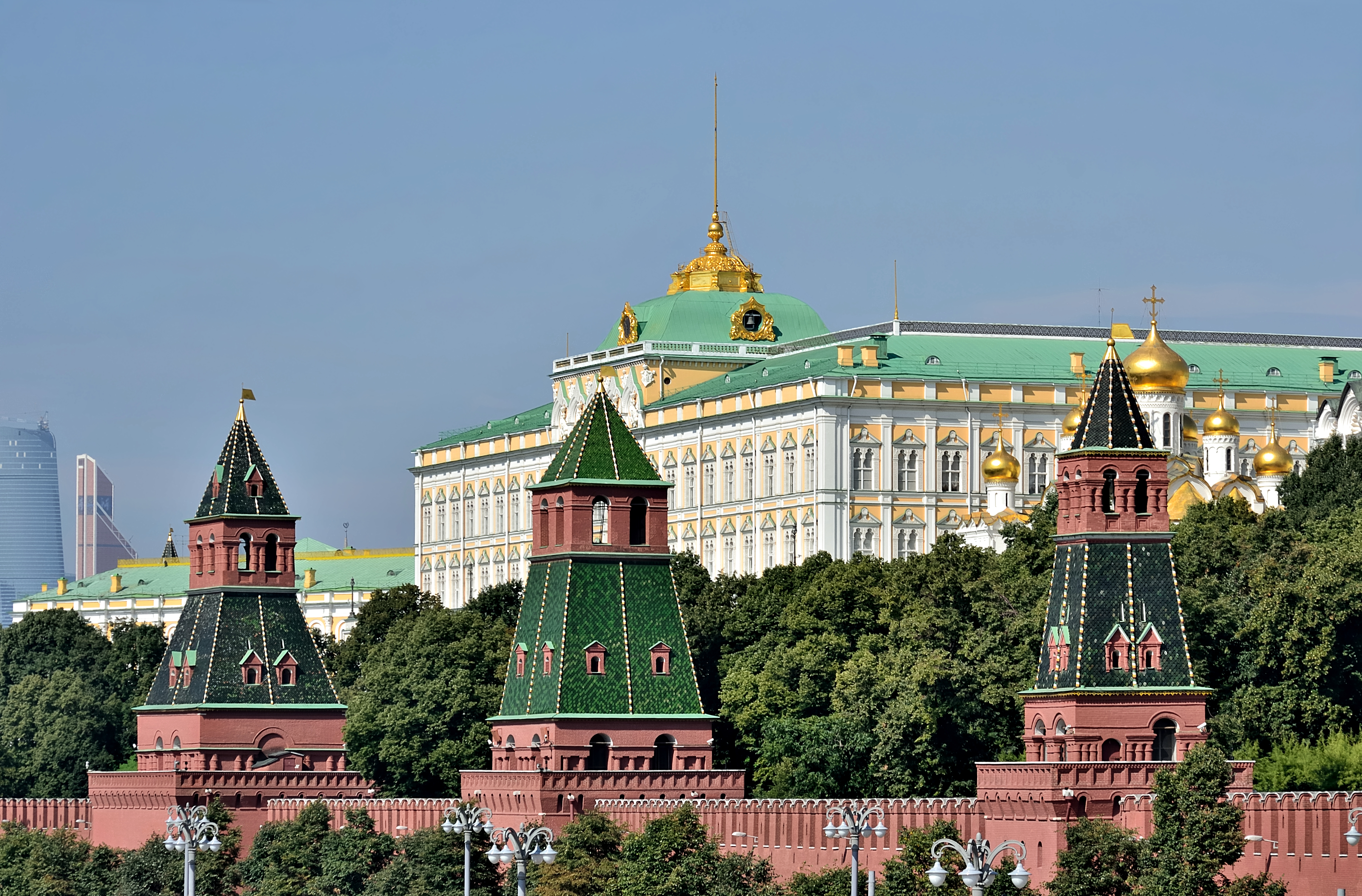
Первая Безымянная башня (посередине) между Тайницкой (слева) и Второй Безымянной (справа) башнями, 2012 год

Современный облик башня получила в результате реставрации, последовавшей за разрушением 1812 года. С тех пор её внешний вид существенно не менялся. По данным историка Сергея Бартенева, башня имеет четыре этажа при высоте 34,15 метра. Периметр основы сооружения составляет 24 сажени (51,21 метра), высота нижней части доходит до 6 саженей (12,8 метра), верхней — порядка 10 (21,31 метра).
Нижняя часть башни — низкая и приземистая, верхняя же более вытянута вверх. Это сочетание, по словам Бартенева, придаёт сооружению «угрюмый, нелюдимый вид». Башня практически лишена декоративной отделки. Её завершением служит четырёхгранный пирамидальный шатёр, покрытый зелёной черепицей. На окнах дозорной вышки также отсутствуют украшения. На втором этаже окна глубоко прорезаны в его нижнем своде. Наружные машикули нижнего четверика были восстановлены в 1816—1835 годах и носят декоративный характер.
Внутреннее пространство башни образовано двумя ярусами сводчатых помещений. Нижняя часть имеет крестообразный свод, верхняя — сомкнутый. Верхний четверик открыт в полость шатра, то есть между ними отсутствуют перекрытия. Верхняя часть башни плавно переходит в завершающий её шатёр. По словам Бартенева, все объёмы сооружения удерживают суровую форму четырёхгранника. Это отличает Первую Безымянную башню от прочих глухих башен Кремля (кроме Благовещенской), имеющих восьмигранный шатёр.
Первая Безымянная башня не имеет всхода на стену с земли, однако у неё устроены выходы на прилегающие прясла из этажа, находящегося на уровне платформы. Она могла иметь подземные тайники и ходы, хотя достоверно об этом не известно. Если такие тайники существовали, то могли находиться под пряслом стены между двумя Безымянными башнями и пострадать во время пожара 1547 года и последующих перестройках.

## В культуре
- Считается, что именно Пороховая башня изображена на картине Василия Верещагина «Наполеон из Кремля смотрит на пожар Москвы»[3][61].
- Московский Кремль присутствует на картине Константина Юона «Старая Москва»[13].
- Башня крупным планом фигурирует на картине Аполлинария Васнецова «Московский Кремль. Соборы», 1894 год[62].
- Первая Безымянная башня представлена также на полотне «Пожар Москвы в 1812 году» кисти Иоганна Лоренса Ругендаса[63].